# Dolls
Dolls er en dansk dokumentarfilm fra 2007, der er instrueret af Diana El Jeiroudi.

## Handling
I Damaskus, Syrien, forventes det af Manal, at hun lever hundrede procent op til rollen som husmor. Men hun insisterer på drømmen om at komme i arbejde igen efter at have født sine børn. Samtidig fascineres hendes døtre af det smilende arabiske fænomen, Fulla, som de kan se i tv hver eneste dag. Fulla er det arabiske svar på Barbie, og hun er lige så stor en succes i den arabiske verden, som Barbie er i den vestlige. Hun er et ideal af traditionelle arabiske værdier, og det har været vejen til hendes store kommercielle succes. Fulla er en hård konkurrent til Barbies salgstal - og til Manals drømme.